# MS Ore Brasil

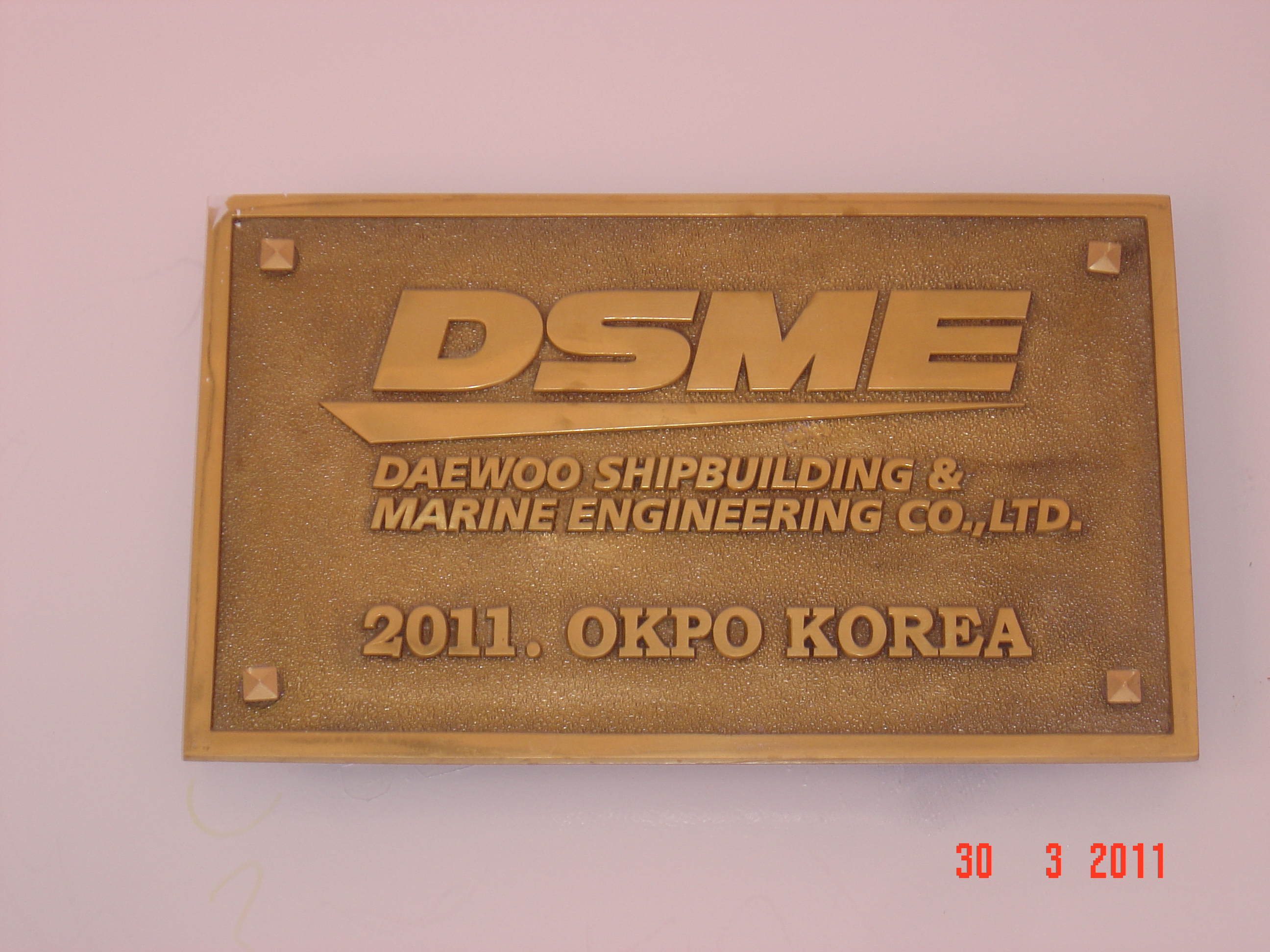
Plaque du chantier naval DSME

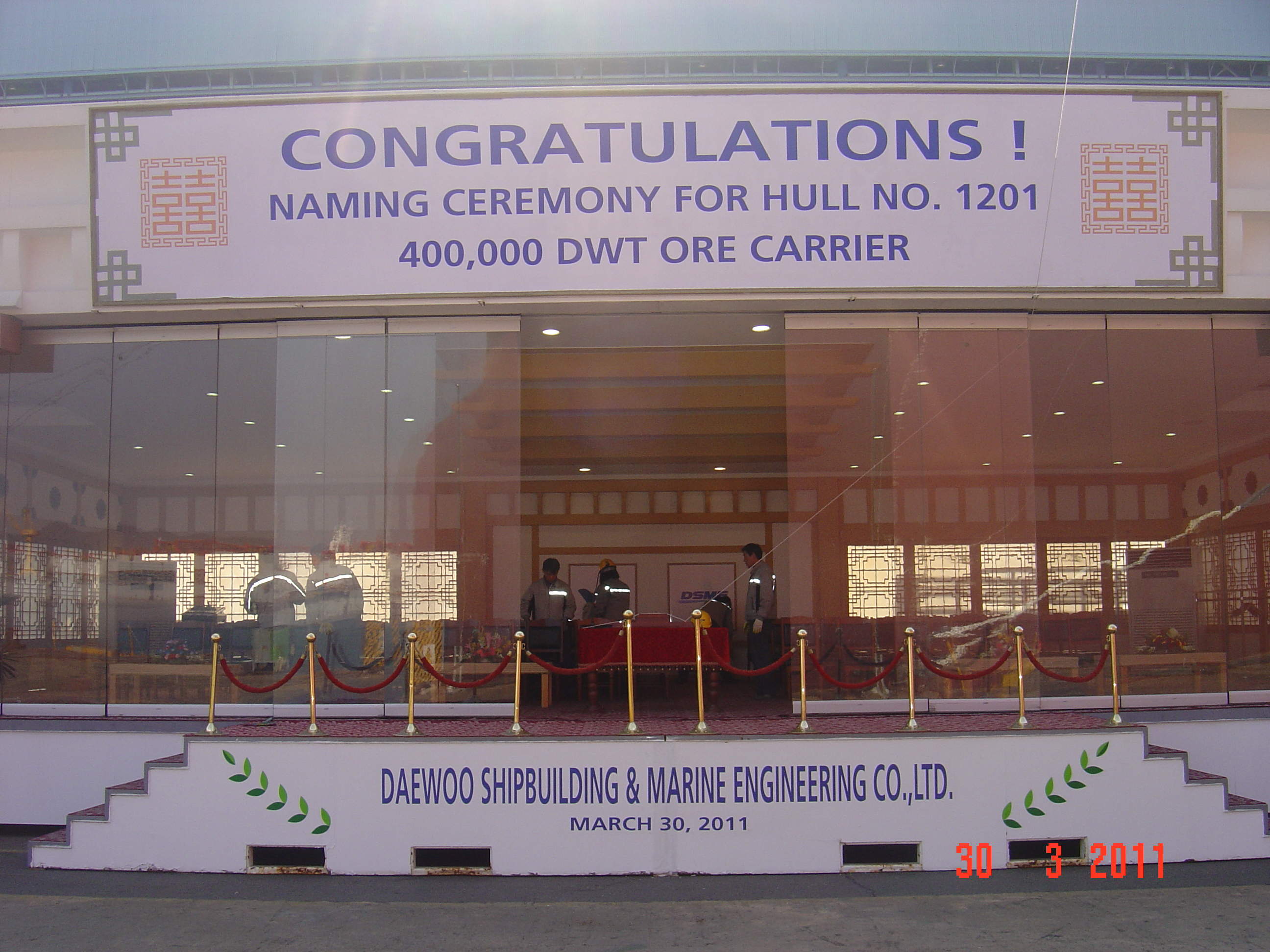
Cérémonie de nomination de Vale Brasil

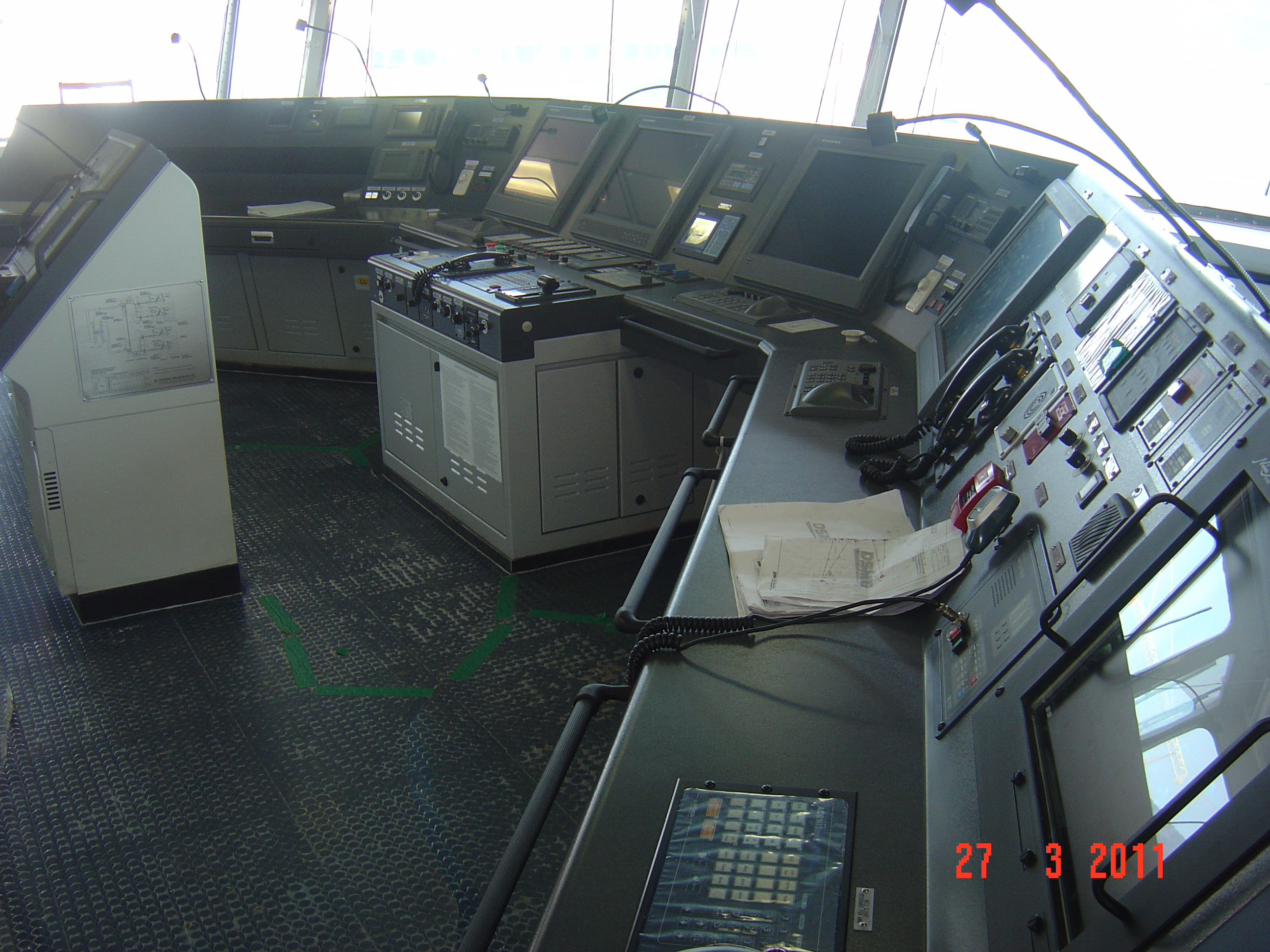
Pont du Vale Brasil

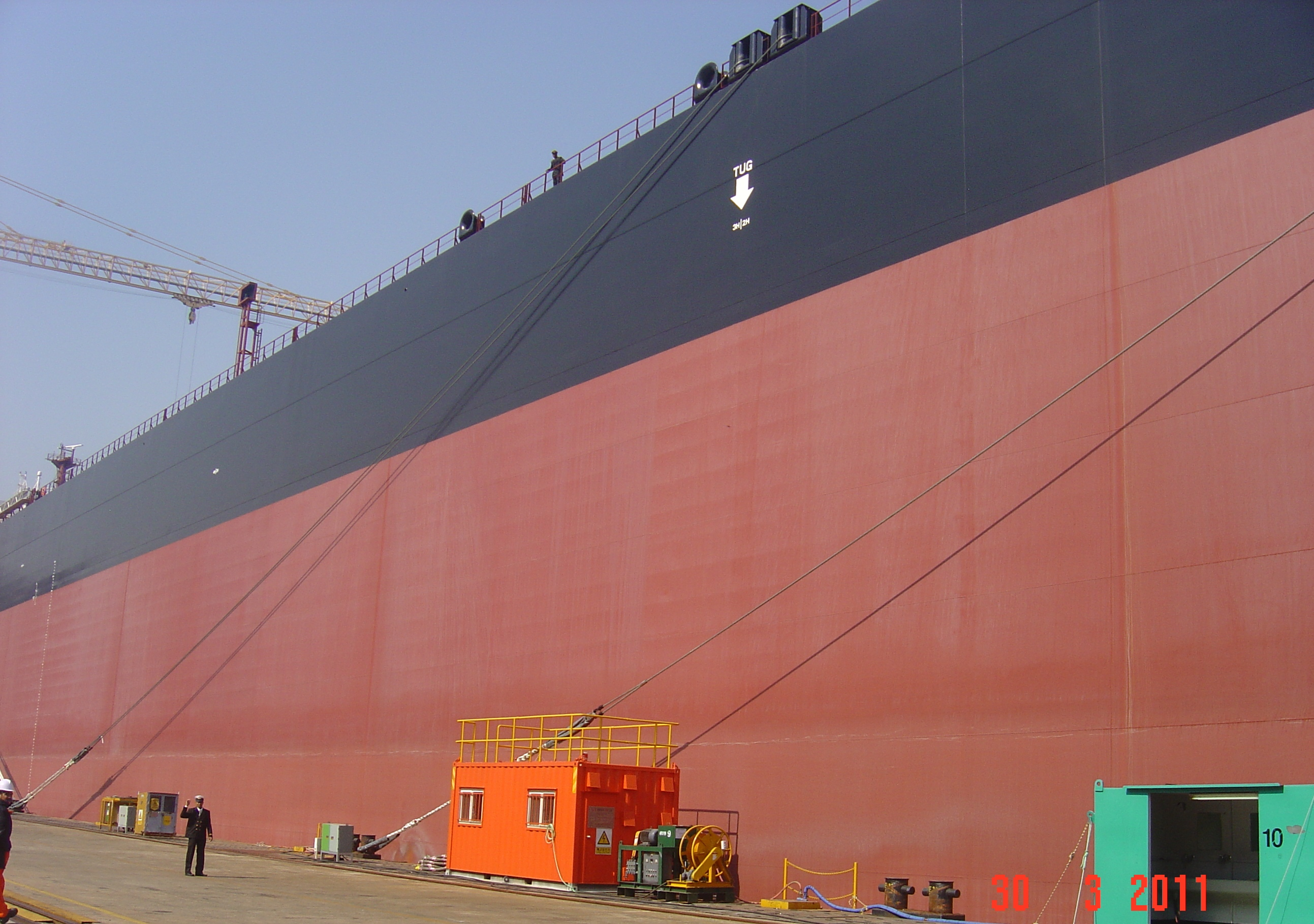
Vale Brasil au chantier DSME. Voir les 2 personnes sur le quai en comparaison du navire

MS Ore Brasil, auparavant connu sous le nom de Vale Brasil, est un minéralier appartenant à la société minière brésilienne Vale. 
Il est le premier des sept minéraliers Capesize (VLOC) de 400 000 tonnes commandés par Vale au chantier naval Daewoo Shipbuilding & Marine Engineering en Corée du Sud et des douze au Jiangsu Rongsheng Heavy Industries en Chine. Ceux-ci sont conçus pour transporter du minerai de fer des mines brésiliennes vers l'Asie. Ils sont destinés à transiter via la route du Cap autour de l'Afrique du Sud. Bien que proches des spécifications de Chinamax, ces navires sont généralement appelés navires Valemax par Vale. Ce sont les plus gros vraquiers jamais construits.  
La longueur totale du Ore Brasil est de 362 mètres, ce qui en fait l'un des plus longs navires actuellement en service, toutes catégories confondues. La largeur et la profondeur de sa coque sont de respectivement 65 mètres et 30.4 mètres, ce qui lui donne une jauge brute de 198 980.  
Ore Brasil possède sept cales ayant un volume brut combiné de 219 980 m3 et 67 993 de tonnage net.  Son tonnage de port en lourd (TPL) est quant à lui de 402 347 tonnes. Lorsque le navire est pleinement chargé de minerai de fer, soit la capacité d'environ 11 150 camions, son tirant d'eau est de 23 mètres. De par sa taille et comme d'autres transporteurs de minerai de son gabarit (VLOC), Ore Brasil est limité à seulement quelques ports en eau profonde au Brésil, en Europe et en Chine.   
Ore Brasil est propulsé par un moteur diesel deux temps MAN B&W 7S80ME-C8 à bas régime directement couplé à une hélice à pas fixe.  Le moteur principal a une puissance maximale de 29,260 kilowatts à 78 tr/min, brûle 96,7 tonnes de fioul lourd par jour. Néanmoins, grâce à la grande taille du navire, les émissions par tonne sont très faibles, ce qui fait d' Ore Brasil l un des transporteurs de vrac sec les plus efficaces en service. Pour cette raison, le navire a reçu le Clean Ship prix de 2011 au salon norvégien du transport maritime Nor-Shipping. Vale a rapporté avoir réduit de 35 % les émissions par tonne de fret en comparaison avec les navires plus anciens. Sa vitesse de service est de 15.4 nœuds.     .

## Record de taille
Ore Brasil est considérablement plus grand que le précédent détenteur du record, Berge Stahl, à tous les égards. Son tonnage brut et son port en lourd sont plus élevés que ceux du navire norvégien, 175 720 et 364 767 tonnes, respectivement. Alors que le tirant d'eau des deux navires est le même, Ore Brasil est 20 mètres plus long et 1.5 mètre plus large que le Berge Stahl. De plus, Ore Brasil est plus grand et légèrement plus long que les quatre nouveaux Vraquiers Chinamax de 388 000 tonnes et 361 mètres que Berge Bulk a commandés à China Shipbuilding Industry Corporation. Si Ore Brasil n'avait pas été construit, ces navires seraient devenus les plus gros vraquiers du monde. 
Il est également le deuxième plus grand navire actuellement en service en termes de tonnage de port en lourd, juste derrière les supertankers de la classe TI, comme le TI Oceania, qui disposent d'un tonnage de port en lourd de plus de 440 000 tonnes. 

## Carrière
Le 24 mai 2011, Vale Brasil a reçu sa première cargaison au terminal portuaire brésilien Marítimo de Ponta da Madeira de 391 000 tonnes de minerai de fer, suffisamment pour produire de l'acier pour plus de trois ponts Golden Gate, à destination de Dalian en Chine.  Cependant, en juin, après avoir contourné le cap de Bonne-Espérance, le navire a été dérouté vers Tarente, en Italie, puis est retourné en direction de l'Océan Atlantique.  Il y a eu des spéculations selon lesquelles Vale Brasil n'était pas autorisé à entrer dans le port chinois à pleine charge Selon Vale néanmoins, la destination a été modifiée pour des raisons commerciales et non politiques.  Finalement, le navire est arrivé au port de Tarente le 14 juillet 2011.  
Le navire a été rebaptisé Ore Brasil en 2014. 

### Controverse sur les400 000 tonnes
Les navires de taille Valemax commandés par Vale ont un tonnage d'un peu plus de 400 000 tonnes, ce qui était problématique pour le gouvernement chinois qui considérait ces navires trop gros pour entrer dans les ports chinois. En conséquence, les navires ont été «allégés» à 380 000 TPL. La controverse a surgi car ce changement n'était que sur papier et rien n'a réellement changé dans la conception du navire. Les navires Valemax à destination des ports chinois ne sont tout simplement pas chargés à leur capacité maximale afin de ne pas changer leurs dimensions physiques.  Ainsi, ces mêmes navires ont retrouvé leur capacité à rentrer dans les ports où ils étaient auparavant déclarés trop gros pour entrer. Par la suite, le gouvernement chinois a interdit tous les navires de plus de 300 000 TPL dans ses ports, interdisant effectivement aux navires Valemax d'entrer dans les ports chinois. 
Le 31 janvier 2012, Vale négocie alors la réouverture des ports chinois à leur flotte. Finalement, après avoir signé un contrat de 500 millions de dollars avec Shandong Shipping, une compagnie maritime chinoise, l'entrée des ports chinois est à nouveau autorisée aux navires Valemax en février 2015 . Depuis, une grande partie des navires Valemax ont été renommés. 